# Championnat des Antilles néerlandaises de football 2007-2008
Navigation
Saison précédente Saison suivante
La saison 2007-2008 du Championnat des Antilles néerlandaises de football est la quarante-quatrième édition de la Kopa Antiano, le championnat des Antilles néerlandaises. Les deux meilleures équipes de Curaçao et de Bonaire se rencontrent lors d'un tournoi inter-îles. 
C'est le vice-champion de Curaçao, le CSD Barber, tenant du titre, qui remporte la compétition après avoir battu en finale le champion de Bonaire, le SV Juventus. Il s’agit du septième titre de champion des Antilles néerlandaises de l’histoire du club.

## Compétition
Le barème utilisé pour établir les différents classements est le suivant :
- Victoire : 3 points
- Match nul : 1 point
- Défaite : 0 point

### Championnat de Curaçao

#### Phase régulière
| Rang | Équipe                    | Pts | J  | G  | N | P  | Bp | Bc | Diff |
| ---- | ------------------------- | --- | -- | -- | - | -- | -- | -- | ---- |
| 1    | SV Hubentut Fortuna       | 37  | 18 | 10 | 7 | 1  | 26 | 14 | +12  |
| 2    | UD Banda Abou             | 34  | 18 | 10 | 4 | 4  | 29 | 17 | +12  |
| 3    | CSD BarberT               | 33  | 18 | 10 | 3 | 5  | 28 | 12 | +16  |
| 4    | RKSV Centro Dominguito    | 30  | 18 | 10 | 0 | 8  | 43 | 23 | +20  |
| 5    | VESTA Willemstad          | 29  | 18 | 8  | 5 | 5  | 27 | 22 | +5   |
| 6    | SV Victory Boys           | 26  | 18 | 7  | 5 | 6  | 21 | 20 | +1   |
| 7    | CRKSV Jong Colombia       | 22  | 18 | 6  | 4 | 8  | 22 | 38 | -16  |
| 8    | CRKSV Jong Holland        | 15  | 18 | 4  | 3 | 11 | 16 | 26 | -10  |
| 9    | RKVFC Sithoc              | 13  | 18 | 4  | 1 | 13 | 23 | 35 | -12  |
| 10   | Sport Unie Brion-Trappers | 13  | 18 | 3  | 4 | 11 | 15 | 43 | -28  |

|  | Qualification pour le Kaya 4 |
|  | T : Tenant du titre          |

#### Kaya 4
| Rang | Équipe                 | Pts | J | G | N | P | Bp | Bc | Diff |  | Résultats (▼ dom., ► ext.) | Und | Bar | Dom | Hub |
| ---- | ---------------------- | --- | - | - | - | - | -- | -- | ---- |  | -------------------------- | --- | --- | --- | --- |
| 1    | UD Banda Abou          | 6   | 3 | 2 | 0 | 1 | 8  | 5  | +3   |  | UD Banda Abou              |     | 1-2 | 2-0 | 5-3 |
| 2    | CSD BarberT            | 6   | 3 | 2 | 0 | 1 | 4  | 2  | +2   |  | CSD BarberT                |     |     | 0-1 | 2-0 |
| 3    | RKSV Centro Dominguito | 6   | 3 | 2 | 0 | 1 | 2  | 2  | 0    |  | RKSV Centro Dominguito     |     |     |     | 1-0 |
| 4    | SV Hubentut Fortuna    | 0   | 3 | 0 | 0 | 3 | 3  | 8  | -5   |  | SV Hubentut Fortuna        |     |     |     |     |

|  | Qualification pour la Kopa Antiano et la finale |
|  | T : Tenant du titre                             |

#### Finale
| 31 mai 2008 | UD Banda Abou      | 1 - 0 | CSD Barber | Ergilio Hato Stadion, Willemstad |                     |
|             | Richenel Doran csc |       |            | Spectateurs : 6 500              | Spectateurs : 6 500 |

### Championnat de Bonaire

#### Phase régulière
| Rang | Équipe               | Pts | J  | G  | N | P  | Bp | Bc | Diff |
| ---- | -------------------- | --- | -- | -- | - | -- | -- | -- | ---- |
| 1    | Real Rincon          | 41  | 16 | 13 | 2 | 1  | 38 | 10 | +28  |
| 2    | SV JuventusT         | 31  | 16 | 10 | 1 | 5  | 38 | 17 | +21  |
| 3    | SV Estrellas         | 30  | 16 | 8  | 6 | 2  | 37 | 16 | +21  |
| 4    | SV Uruguay           | 29  | 16 | 9  | 2 | 5  | 29 | 23 | +6   |
| 5    | Atlétiko Tera Kòrá   | 21  | 16 | 5  | 6 | 5  | 23 | 18 | +5   |
| 6    | SV Vespo             | 17  | 16 | 4  | 5 | 7  | 18 | 29 | -11  |
| 7    | SV Atlétiko Flamingo | 13  | 16 | 3  | 4 | 9  | 17 | 32 | -15  |
| 8    | SV Vitesse           | 10  | 16 | 2  | 4 | 10 | 17 | 37 | -20  |
| 9    | SV Arriba Perú       | 8   | 16 | 2  | 2 | 12 | 14 | 49 | -35  |

|  | Qualification pour le Kaya 4 |
|  | T : Tenant du titre          |

#### Kaya 4
| Rang | Équipe       | Pts | J | G | N | P | Bp | Bc | Diff |  | Résultats (▼ dom., ► ext.) | Juv | Rea | Est | Uru |
| ---- | ------------ | --- | - | - | - | - | -- | -- | ---- |  | -------------------------- | --- | --- | --- | --- |
| 1    | SV JuventusT | 9   | 3 | 3 | 0 | 0 | 11 | 3  | +8   |  | SV JuventusT               |     | 2-0 | 3-2 | 6-1 |
| 2    | Real Rincon  | 4   | 3 | 1 | 1 | 1 | 3  | 2  | +1   |  | Real Rincon                |     |     | 3-0 | 0-0 |
| 3    | SV Estrellas | 3   | 3 | 1 | 0 | 2 | 6  | 9  | -3   |  | SV Estrellas               |     |     |     | 4-3 |
| 4    | SV Uruguay   | 1   | 3 | 0 | 1 | 2 | 4  | 10 | -6   |  | SV Uruguay                 |     |     |     |     |

|  | Qualification pour la Kopa Antiano et la finale |
|  | T : Tenant du titre                             |

#### Finale
| 29 août 2008 | SV Juventus                                | 2 - 1 | Real Rincon          | Stadion di Playa, Kralendijk |  |
|              | Suehendley Barzey 22e · Leonard Coffie 90e |       | 55e Jonathan Pourier |                              |  |

### Kopa Antiano
Les quatre clubs qualifiés (SV Juventus et Real Rincon pour Bonaire, CSD Barber et UD Banda Abou pour Curaçao) sont regroupés au sein d'une poule unique où chaque équipe rencontre les deux formations de l'autre île. Les deux premiers de la poule se qualifient pour la finale du championnat.

#### Phase de poule
| Rang | Équipe        | Pts | J | G | N | P | Bp | Bc | Diff |  | Résultats (▼ dom., ► ext.) | Bar | Rea | Juv | Hub |
| ---- | ------------- | --- | - | - | - | - | -- | -- | ---- |  | -------------------------- | --- | --- | --- | --- |
| 1    | CSD BarberT   | 4   | 2 | 1 | 1 | 0 | 4  | 3  | +1   |  | CSD BarberT                |     |     | 1-1 |     |
| 2    | SV Juventus   | 3   | 2 | 1 | 0 | 1 | 5  | 4  | +1   |  | SV Juventus                | 2-3 |     |     | 3-1 |
| 3    | Real Rincon   | 3   | 2 | 1 | 0 | 1 | 4  | 3  | +1   |  | Real Rincon                |     |     |     |     |
| 4    | UD Banda Abou | 1   | 2 | 0 | 1 | 1 | 1  | 4  | -3   |  | UD Banda Abou              |     |     | 3-0 |     |

|  | Qualification pour la finale |
|  | T : Tenant du titre          |

#### Finale
| 19 septembre 2008 | CSD Barber      | 1 - 0 | SV Juventus | Ergilio Hato Stadion, Willemstad |                     |
|                   | Djarston Torbed |       |             | Spectateurs : 6 500              | Spectateurs : 6 500 |

## Bilan de la saison
| Championnat des Antilles néerlandaises de football 2007-2008 |                       |
| Champion                                                     | CSD Barber (7e titre) |
| Qualifications continentales                                 |                       |
| CFU Club Championship 2009                                   | CSD Barber            |
| Promotions et relégations                                    |                       |
| Promus en Kopa Antiano                                       | Aucun                 |
| Relégués                                                     | Aucun                 |